# Villa nigrocrura
Villa nigrocrura är en tvåvingeart som beskrevs av Hall 1976. Villa nigrocrura ingår i släktet Villa och familjen svävflugor. Inga underarter finns listade i Catalogue of Life.